# Orthotrichia bilasnating
Orthotrichia bilasnating är en nattsländeart som beskrevs av Wells 1991. Orthotrichia bilasnating ingår i släktet Orthotrichia och familjen smånattsländor. Inga underarter finns listade i Catalogue of Life.